# 엄정필
엄정필(1972년 10월 17일)는 대한민국의 희극 배우이다. KBS 공채 개그맨 7기. 동기로 금병완, 김국진, 김수용, 김용만, 남희석, 박병득, 박수홍, 양원경, 유재석, 윤기원, 이영재, 전효실, 최승경이 있다.

## 기타
- 유행어로 "다리 좀 놔주세요"가 있다.